# Steve Patrickson
Steve Patrickson (Bradford, 8 de agosto de 1966) es un expiloto de motociclismo británico, que compitió en el Campeonato del Mundo de Motociclismo entre 1986 y 1997.

## Biografía
Patrickson se inició en el mundo del motociclismo de en 1981, consiguiendo la victoria en el Campeonato Junior de Gran Bretaña de 50 cc. En 1982 y con quince años, se convertiría en el piloto más joven en conseguir el título británico de velocidad en la categoría de 50 cc. Volvería a repetir el título nacional con un doblete en las cilindradas de 250 y 350 cc y lo repetiría en 1988 (250 cc), en 1989 (125 y 250 cc). Por aquel entonces, Patrickson intentaba participar, mediante una wild car, en la prueba mundial del Gran Premio de Gran Bretaña aunque no consigue clasificarse desde 1986 hasta 1988.
No sería hasta 1990 cuando ya disputaría la totalidad de la temporada. En el Gran Premio de España se convirtió en el último británico (hasta la llegada de Bradley Smith) en salir desde la primera línea de la parrilla de salida. Finalmente acabó quinto en esa carrera. Otrode sus grandes resultados ese año fue acabar séptimo en el Gran Premio de Gran Bretaña. Finalmente acabaría la general en la posición 17.º
En las dos siguientes temporadas, también disputó toda la temporada pero sus resultados son más discretos. En 1991, consiguió puntuar en tan solo dos carreras y el año siguiente ni siquiera pudo acabar ninguna carrera en zona de puntos. En 1994, conseguiría su séptimo título británico en la categoría de 125 cc. En los siguientes años, participaría puntualmente en las carreras del Gran Premio de Gran Bretaña antes de retirarse definitivamente entre 1997.
Ya retirado, siguió vinculado en el mundo del motociclismo al hacerse cargo del equipo sp125racing de motociclismo de promoción de jóvenes promesas británicas.

## Resultados en el Campeonato del Mundo
Sistema de puntuación desde 1988 hasta 1991:
| Posición | 1.º | 2.º | 3.º | 4.º | 5.º | 6.º | 7.º | 8.º | 9.º | 10.º | 11.º | 12.º | 13.º | 14.º | 15.º |
| Puntos   | 20  | 17  | 15  | 13  | 11  | 10  | 9   | 8   | 7   | 6    | 5    | 4    | 3    | 2    | 1    |

### Carreras por año
(Carreras en negrita indica pole position, carreras en cursiva indica vuelta rápida)
| Año  | Cat.   | Moto   | 1      | 2       | 3       | 4       | 5      | 6       | 7       | 8       | 9       | 10      | 11      | 12      | 13      | 14      | 15    | Pts. | Pos. |
| ---- | ------ | ------ | ------ | ------- | ------- | ------- | ------ | ------- | ------- | ------- | ------- | ------- | ------- | ------- | ------- | ------- | ----- | ---- | ---- |
| 1986 | 125 cc | Rotax  | ESP -  | NAT -   | GER -   | AUT -   |        | NED -   | BEL -   | FRA -   | GBR DNQ | SWE -   | RSM -   | BWU -   |         |         |       | 0    | -    |
| 1987 | 250 cc | Yamaha | JAP -  | ESP -   | GER -   | NAT -   | AUT -  | YUG -   | NED -   | FRA -   | GBR DNQ | SWE -   | CZE -   | RSM -   | POR -   |         |       | 0    | -    |
| 1988 | 250 cc | Hejira | JAP -  | USA -   | ESP -   | EXP -   | NAT -  | GER -   | AUT -   | NED -   | BEL -   | YUG -   | FRA -   | GBR DNQ | SWE -   | CZE -   | BRA - | 0    | -    |
| 1989 | 125 cc | Honda  | JPN -  | AUS -   |         | ESP -   | NAT -  | GER -   | AUT -   | YUG -   | NED -   | BEL -   | FRA -   | GBR 17  | SWE -   | CZE -   |       | 0    | -    |
| 1990 | 125 cc | Honda  | JAP 15 | SPA 5   | NAT Ret | GER Ret | AUT -  | YUG Ret | NED Ret | BEL DNQ | FRA DNQ | GBR 7   | SUE 13  | CHE 10  | HUN 14  | AUS Ret |       | 32   | 17.º |
| 1991 | 125 cc | Honda  | JAP 22 | AUS 13  | ESP -   | ITA 14  | ALE -  | AUT 27  | EUR Ret | NED Ret | FRA -   | GBR Ret | RSM Ret | CHE 25  | LMA -   | MAL -   |       | 0    | -    |
| 1992 | 125 cc | Honda  | JAP 19 | AUS Ret | MAL 21  | ESP Ret | ITA 21 | EUR Ret | GER 22  | NED Ret | HUN 25  | FRA 21  | GBR 21  | BRA Ret | RSA Ret |         |       | 0    | -    |
| 1995 | 125 cc | Honda  | AUS -  | MAL -   | JAP -   | ESP -   | ALE -  | ITA -   | NED -   | FRA -   | GBR 19  | CZE -   | RIO -   | ARG -   | EUR -   |         |       | 0    | -    |
| 1997 | 125 cc | Honda  | MAL -  | JAP -   | ESP -   | ITA -   | AUT -  | FRA -   | NED -   | IMO -   | ALE -   | RIO -   | GBR Ret | CZE -   | CAT -   | IDN -   | AUS - | 0    | -    |